# Station Château-Gaillard
Station Château-Gaillard is een spoorwegstation in de Franse gemeente Santilly. Château-Gaillard is een gehucht van die gemeente. Het station wordt bediend door de treinen van de TER Centre-Val de Loire.